# Oscar Peter Cornelius Koch
Oscar Peter Cornelius Kock (také Koch; 23. října 1860, Krungerup, Radsted Sogn – 17. května 1937, Kongens Lyngby) byl dánský obchodník a inspektor jižního Grónska.

## Život
Oscar Peter Cornelius Kock byl synem Richarda Moritze Alfreda Kocka a jeho manželky Eleonory Juliane Storckové. Kock byl v mládí obchodníkem v hlavním městě Faerských ostrovů Tórshavnu. Od roku 1884 pracoval v Qaqortoqu, Ivittuutu a Paamiutu, než byl v roce 1887 trvale zaměstnán jako asistent v Paamiutu. V roce 1891 se přestěhoval do Maniitsoqu, v roce 1894 do Sisimiutu a v roce 1895 byl povýšen na koloniálního správce v Paamiutu. V roce 1900 se vrátil do Maniitsoqu a v roce 1901 do Nuuku. V roce 1902, po smrti Regnara Stephensena, převzal funkci inspektora v jižním Grónsku, dokud ho v následujícím roce nenahradil Ole Bendixen. Poté pracoval v Aasiaatu do roku 1907 a poté se vrátil do Qaqortoqu do roku 1909, kdy odešel do důchodu.

## Rodina
Kock se 1. srpna 1886 v Paamiutu oženil s Faerkou Guðrun Hválborg Paulinou Pálssonovou (24. září 1865, Tvøroyri – 19. června 1887, Paamiut), dcerou Anthonia Venceslause Pálssona a Hansine Pauline Gregersenové, která zemřela při porodu pouhý měsíc po narození dcery:
- Valborg Eleonora Kock rozená Pedersen (*23. května 1887, Paamiut)[6]

S Ane Kathrine Henriette Rebekkou, Grónkou z Narsaliku, měl nemanželskou dceru a syna:
- Karen Bolette Cecilie Eleonora Kock (nar. 9. října 1886, Paamiut)
- Carl John Pavia Peter Kock (*21. března 1891, Paamiut)

Dne 15. května 1891, dva měsíce po narození druhého nemanželského dítěte, se v Kodani znovu oženil. Jeho druhou manželkou byla Mathilde Elisa Amalie Kierulf (*9. dubna 1872, Kodani). Z manželství, které bylo později rozvedeno, se narodily tyto děti:
- Vilhelm Peter Cornelius Kock (nar. 18. května 1892, Maniitsoq)[5]
- Gudrun Ida Marie Kock (*26. března 1894, Sisimiut)[5]
- Alfred Emil Kock (*30. srpna 1896, Paamiut)[5]
- Freddy Oscar Kock (*21. ledna 1898, Paamiut)[5]

Další nemanželské dítě měl s neprovdanou devatenáctiletou Charlotte Egedeovou:
- Vilhelm Mikael Jonathan Klaus Egede (nar. 30. července 1903, Nuuk)[5]

Potřetí se oženil 16. června 1915 v Tåstrup Nykirke Sogn s Petrine Nikoline Pedersen, dcerou Jense Bjerregaarda Pedersena a Mette Kirstine Nielsen, která mu porodila další děti:
- Knud Just Kock (*3. října 1915, Taastrup)
- Niels Erik Kock (*29. října 1917, Taastrup)[7]